# Stefi Geyer

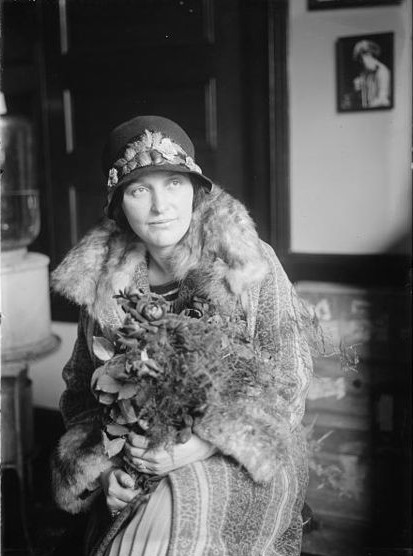
Stefi Geyer.

Stefi Geyer (Budapest, 28 de junio de 1888 - Zúrich, 11 de diciembre de 1956) fue una violinista húngara. Béla Bartók y Othmar Schoeck, ambos enamorados de ella, escribieron conciertos de violín para Stefi. El Concierto para violín n.º 1 de Bartók fue publicado después de que hubieran muerto Geyer y él. Dio clase a numerosos músicos, entre ellos el compositor Klaus Huber.

## Trayectoria
Era la hija de Josef Geyer, médico de la policía que tocaba el violín. Cuando tenía 3 años, Stefi empezó a tocar el violín, con resultados notables para alguien que nunca había tocado. Posteriormente estudió con Jenő Hubay.
Completó sus estudios de violín en la escuela de maestría de Jenő Hubay en la Academia de Música, junto con József Szigeti y Ferenc Vecsey, fue el primer representante significativo de su escuela de violín, reconocida en el extranjero. Fue una niña prodigioque impresionó a Europa y América con su forma de tocar cuando era adolescente. Actuó en público por primera vez en 1895. El 17 de diciembre de 1900, fue un éxito sensacional en el Musikverein de Viena como interludio del concierto de la cantante sueca y célebre diva de la época, Ellen Gulbranson. A partir de 1901 realizó numerosas giras por ciudades europeas y americanas. También tocó frente al Papa, y en la ciudad natal de Pablo Sarasate, Pamplona, en España y su retrato se colocó junto al del famoso violinista.
Destacó con sus interpretaciones de obras clásicas y románticas. Estuvo en estrecho contacto con Béla Bartók desde mayo de 1907. El amor no correspondido de Bartók por ella se evoca en la obra orquestal de Bartók: Két arckép, así como en el concierto póstumo para violín dedicado a Stefi, el Cuarteto de Cuerda n.º 1 y las dos obras de las 14 Bagatelas. ("Ma mie qui danse", "Elle est morte..."). El motivo Geyer Stefi (d-fiz-a-cisz) acompaña la música de Bartók hasta el Divertimento de la década de 1939. Su correspondencia es un documento importante de la historia de la música, y su amistad sigue hasta 1929. En 1908, el compositor suizo Othmar Schoeck también se enamoró de ella, y su afecto dio lugar a varias obras dedicadas a ella: la Sonata para violín en re mayor, op. 16, el Albumblatt, el Concierto para violín "quasi una fantasia" en si mayor compuesto entre 1910-1912. Este último, a diferencia del concierto para violín de Bartók (que se estrenó en Basilea en 1958, después de su muerte, en el marco del Festival Bartók con la participación del violinista Hans-Heinz Schneeberger), fue interpretado por Stefi Geyer innumerables veces en público, y en 1947 Volkmar Andreae lo grabó con la Tonhalle Orchestra bajo su mando.
Vivió en Viena desde 1911 hasta 1919, donde se casó con Edwin Jung, un abogado vienés. En 1920, después de que Jung muriera de gripe española en noviembre de 1918, se convirtió en la esposa de Walter Schulthess, un compositor, pianista y agente de conciertos suizo. Se instaló en Zúrich, donde fue considerada una de los mejores violinistas de Suiza. Su única hija, Rosmarin Jaggi-Schulthess, nació en 1921, también violinista, miembro de los segundos violines de la Ópera de Zúrich. Junto con su marido, que era su acompañante habitual al piano, participaron en giras intensivas en muchos países europeos, en 1924 realizó una gira de conciertos por Estados Unidos. A partir de 1934, se convirtió en profesora de violín en el departamento de conciertos del Conservatorio de Zúrich. De 1941 a 1945, dirigió el Cuarteto Geyer, que ella misma fundó: otros miembros fueron Rudolf Baumgartner (segundo violín), el posterior líder del Festival de Lucerna, Ottavio Corti (viola) y Eric Guignard (violonchelo). También en 1941, junto con su marido, fundó la orquesta Collegium Musicum Zurich, que Paul Sacher fue invitado a dirigir. Stefi Geyer fue la primer concertino de la orquesta hasta su muerte.
Stefi Geyer tenía una relación especial con Noruega, donde apareció por primera vez en 1910. Regresó durante 20 años, a menudo para giras de conciertos de seis meses, durante las cuales recorrió el país de sur a norte. Gozó de una enorme popularidad, en algunos lugares hasta 3.000 personas escuchaban su interpretación, y tuvo que repetir sus conciertos muchas veces.
Otras apariciones memorables fueron las veladas en Suiza donde interpretó todas las Sonatas para violín de Beethoven con el pianista Wilhelm Backhaus, en 1932 actuó al Teatro de Zúrich con el compositor Richard Strauss, y en 1950 participó en el primer Festival Johann Sebastian Bach de Pau Casals en Prades. Junto con su esposo Walter Schulthess, quien fue uno de los miembros fundadores del Festival de Lucerna, eran amigos cercanos de artistas como Wilhelm y Elisabeth Furtwängler, Hermann Hesse, Othmar Schoeck, Béla Bartók, Edwin Fischer, Elisabeth Schwarzkopf y otros.